# RJ45
 Ikke at forveksle med Modularstik 8P8C.
RJ45 (registered jack 45 også set benævnt RJ-45) – er en variant af 8P8C-stikket, på grund af det specielle kodehul i hunstikket i venstre side.
RJ45-stikkets ben 5 og 4 blev forbundet til en enkelt toleder telefonforbindelse - og hunstikkets ben 7 og 8 havde en "programmerende" resistor.

 RJ45 er forældet i dag (2020).
(8P8C-stikket bliver ofte forkert benævnt RJ45-stik i mange forskellige områder såsom telekommunikation og datanet, men 8P8C-hunstikket mangler det specielle kode-hul - og hanstikket mangler kodetappen.)